# دولت اقلیم کردستان عراق
دولت اقلیم کردستان عراق (KRG) (کردی: حکوومەتی هەرێمی کوردستان‎؛ عربی: حكومة إقليم كردستان‎)، نهاد اجرایی رسمی اقلیم کردستان در شمال عراق است. 
حزب اتحاد دموکراتیک کردستان اکثریت، فهرست  کابینه و رئیس‌جمهور  کردهای عراق را انتخاب می‌کند.  رئیس اقلیم کردستان در عراق مستقیماً توسط رأی دهندگان ساکن در اقلیم کردستان انتخاب می‌شود. او رئیس کابینه و رئیس دولت است که قدرت اجرایی را به کابینه تفویض می‌کند. نخست‌وزیر اقلیم کردستان عراق به‌طور سنتی رئیس قانونگذاری است، اما همراه با رئیس‌جمهور دارای اختیارات اجرایی است رئیس‌جمهور اقلیم کردستان همچنین فرمانده کل نیروهای مسلح پیشمرگه است.

## ۲۰۱۴
از اواسط سال ۲۰۱۳ تا اواسط سال ۲۰۱۴، دولت اقلیم کردستان، یک کمربند امنیتی به طول بیش از ۱۰۰۰ کیلومتر (۶۰۰ مایل) از مرز ایران تا سوریه تا اطراف شهر ۲ میلیون نفری موصل، جهت دفاع از کردستان در برابر داعش ایجاد کرد. در اوت ۲۰۱۴ اما، داعش به کردها حمله کرد.
در ۱ ژوئیه ۲۰۱۴، مسعود بارزانی اعلام کرد که «کردهای عراق ظرف چند ماه، یک همه‌پرسی برای استقلال این اقلیم از عراق، برگزار خواهند کرد.»

## ۲۰۱۷
در سپتامبر ۲۰۱۷ همه‌پرسی استقلال اقلیم کردستان، برگزار شد. ۹۲ درصد از کردهای عراقی شرکت‌کننده در همه‌پرسی به استقلال رأی دادند. این همه‌پرسی توسط دولت فدرال در بغداد غیرقانونی تلقی شد و در ۶ نوامبر، دادگاه عالی فدرال عراق، با صدور حکمی اعلام کرد که به هیچ استان عراقی اجازه جدایی داده نشد تا وحدت عراق حفظ شود.
در ۱۴ نوامبر، دولت اقلیم کردستان اعلام کرد که به حکم دادگاه عالی فدرال احترام می‌گذارد و بیان کرد که «این تصمیم باید مبنایی برای آغاز گفت‌وگوی ملی فراگیر بین (مقامات کرد در) اربیل و بغداد برای حل‌وفصل همه اختلافات شود.»